# Женская сборная Гватемалы по волейболу
Женская национальная сборная Гватемалы по волейболу (исп. Selección femenina de voleibol de Guatemala) — представляет Гватемалу на международных волейбольных соревнованиях. Управляющей организацией выступает Национальная федерация волейбола Гватемалы (исп. Federación Nacional de Voleibol de Guatemala).

## История
Волейбол в Гватемале появился в 1930-х годах, но официальное развитие получил только в конце 1940-х. Национальная федерация волейбола основана в июле 1949 и в 1951 вступила в ФИВБ, но после событий 1954 года страну покинули практически все руководители федерации и её деятельность прекратилась. В 1967 году волейбольная федерация Гватемалы была воссоздана.
Впервые женская сборная Гватемалы была сформирована в 1954 году для участия в волейбольном турнире Центральноамериканских и Карибских игр, но в дальнейшем на протяжении 20 лет на международной арене не появлялась.
В 1979—1989 годах сборная Гватемалы четырежды принимала участие в чемпионатах NORCECA, но каждый раз была в числе аутсайдеров, а после ограничения с 1991 года числа участвующих в турнире команд квалифицироваться на континентальное первенство ей до сих пор ни разу не удалось. Дважды гватемальские волейболистки выступали в розыгрышах Панамериканского Кубка, но оба разу замыкали турнирную таблицу.
С 2006 сборная Гватемалы участвует в отборочных турнирах чемпионатов мира.
В основном деятельность женской национальной команды Гватемалы связана с розыгрышем Центральноамериканского Кубка, в котором она участвует постоянно (кроме 2002) и является 13-кратным призёром этого турнира. Последний подобный розыгрыш, прошедший в ноябре-декабре 2016 года, принёс гватемальским волейболисткам серебряные награды. Кроме этого, сборная Гватемала приняла участие в восьми из 10-ти волейбольных турниров Центральноамериканских игр и 6 раз становилась призёром этих соревнований.

## Результаты выступлений и составы

### Чемпионаты мира
В чемпионатах мира 1952—2002 (основной турнир и квалификация) сборная Гватемалы участия не принимала.
- 2006 — не квалифицировалась
- 2010 — не квалифицировалась
- 2014 — не квалифицировалась
- 2018 — не квалифицировалась

- 2006 (квалификация): Ингрид Лопес, Ана Рамирес, Наталия Арсе, Ванесса Эрман, Джулианн Бурместер, Эвелин Лопес, Диана Ариас, Вальда Мальдонадо, Мария Орельяна, Сусана Гарсия, Мари-Франс Бурместер, Анелиз Бурместер, Мария Рамирес, Ана Барильяс. Тренер — Давид Альдана.
- 2010 (квалификация): Ингрид Лопес, Бланка Ресинос, Эстефани Боланьос, Джулианн Бурместер, Рут Гомес, Диана Ариас, Вальда Мальдонадо, Мария Гонсалес, Анелиз Бурместер, Мария Эстрада, Сусана Альварадо, Андреа Диас, Андреа Трампе, Сильвия Эррера. Тренер — Лейвис Гарсия Леон.
- 2014 (квалификация): Ингрид Лопес, Лурдес Крус, Эстефани Боланьос, Бланка Ресинос, Рут Гомес, Мария Альварес, Андреа Диас, Диана Ариас, Вальда Мальдонадо, Лурдес Парельяда, Астри Альварес, Ада Вильялобос, Лонди Лусеро, Мари-Франс Бурместер, Анелиз Бурместер, Эвелин Санчес, Астрид Гонсалес, Эстефани Бетанкур, Аури Альварес, Наталья Хирон. Тренер — Давид Альдана.
- 2018 (квалификация): Паола Альварадо Франко, Аури Альварес Маррокин, Рут Гомес Гусман, Мария Альварес Наварро, Карен Альварадо Франко, Марта Гильермо, Бланка Ресинос Оканья, Джессика Кааль Торрес, Ада Вильялобос Лопес, Паола Альварадо Франко, Астрид Гонсалес Моралес, Мария Гарсия Сьерра, Дайрин Аларкон, Криста Рейносо Сальгеро, Кармен Гомес Хёрст. Тренер — Вильям Фернандес Писар.

### Чемпионаты NORCECA
Сборная Гватемалы в чемпионатах NORCECA принимала участие только в период 1979—1989 годов.
- 1979 — 7-е место
- 1981 — 9-е место
- 1983 — не участвовала
- 1985 — 9-е место
- 1987 — не участвовала
- 1989 — 8-е место

### Панамериканский Кубок
Сборная Гватемалы принимала участие в трёх розыгрышах Панамериканского Кубка.
- 2004 — 10-е место
- 2009 — 11-е место
- 2019 — 11-е место

- 2019: Паула Ривас Кастаньеда, Аури Альварес Маррокин, Рут Гомес Гусман, Надя Галан Дари, Кристель Гарсия Арана, Карен Альварадо Франко, Сабрина Сальседо Байер, Трейси Мендоса Кальвильо, Джессика Кааль Торрес, Диана Барильяс Давид, Наоми Монней Ори. Тренер — Давид Алданья.

### Центральноамериканские и Карибские игры
Сборная Гватемалы принимала участие только в двух Центральноамериканских и Карибских играх.
- 1954 — ?
- 2010 — 6-е место

- 2010: Ингрид Лопес, Лурдес Парельяда, Бланка Ресинос, Рут Гомес, Джулианн Бурместер,  Джемилин Флорес, Диана Ариас, Вальда Мальдонадо, Андреа Диас, Мария Эстрада, Тиффани Вильяфранко, Анелиз Бурместер. Тренер — Лейвис Гарсия Леон.

### Центральноамериканские игры
| - 1973 — 2-е место - 1977 — не участвовала - 1986 — 3-е место - 1990 — 3-е место - 1994 — 5-е место | - 1997 — 4-е место - 2001 — 2-е место - 2010 — не участвовала - 2013 — 2-е место - 2017 — 3-е место |

### Центральноамериканский Кубок
| - 1974 — 2-е место - 1976 — 3-е место - 1977 — 2-е место - 1987 — 2-е место - 1989 — 2-е место - 1991 — 4-е место - 1993 — 5-е место - 1995 — 2-е место - 1997 — 5-е место - 1999 — 2-е место - 2000 — 4-е место | - 2002 — не участвовала - 2004 — 2-е место - 2006 — 2-е место - 2008 — 2-е место - 2010 — 4-е место - 2012 — 3-е место - 2014 — 3-е место - 2016 — 2-е место - 2018 — 4-е место - 2021 — 4-е место - 2023 — 6-е место |

### Боливарианские игры
- 2013 — 4-е место.

## Состав
Сборная Гватемалы в розыгрыше Центральноамериканского Кубка 2023.
| №  | Имя, фамилия                | Год рождения | Рост | Амплуа      | Клуб         |
| -- | --------------------------- | ------------ | ---- | ----------- | ------------ |
| 2  | Дайрин Лима Сапата          | 2006         | 180  | нападающая  | «Алапа»      |
| 3  | Камила Гонсалес Хиль        | 2006         | 182  | центральная | «Петен»      |
| 4  | Аури Альварес Маррокин      | 1994         | 170  | центральная | «Смарбрамс»  |
| 5  | Химена Кастельянос Гарсия   | 2003         | 170  | связующая   | «Аванти»     |
| 8  | Ивана Сопеньо Мондаль       | 2003         | 175  | центральная | «Санаратека» |
| 9  | Ана Гранадос Прадо          | 2003         | 154  | либеро      | «Аванти»     |
| 10 | Мария Хосе Альварес Наварро | 1995         | 157  | связующая   | «Смарбрамс»  |
| 11 | Мария Гарсия Сьерра         | 1998         | 180  | нападающая  | «Аванти»     |
| 12 | Мария Санта-Крус Коссич     | 2004         | 176  | нападающая  | «Аванти»     |
| 14 | Дульсе Тригуэньо Веласкес   | 2006         | 171  | нападающая  | «Сан-Маркос» |
| 15 | Джессика Кааль Торрес       | 1998         | 171  | связующая   | «Смарбрамс»  |
| 16 | Андреа Мандисабаль Поммьер  | 2006         | 180  | центральная | «Смарбрамс»  |

- Главный тренер —  Вильям Фернандес Писар.
- Тренер — Хулио Домингес Леаль.